# A・J・クローニン
アーチボルド・ジョセフ・クローニン（Archibald Joseph Cronin, 1896年7月19日 - 1981年1月6日）は、スコットランドの小説家、劇作家、ノンフィクション作家。

## 概要
クローニンはダンバートンシャー、カードロス（現在はアーガイル・アンド・ビュートに属する）のローズバンク・コテージ（Rosebank Cottage）で生まれた。その後、一家はグラスゴーのヨークヒルに移り、クローニンはセント・アロイシャス・カレッジに通った。 早熟な学生であり、1914年、グラスゴー大学で医学を学ぶための奨学金を得た。1916年から1917年にかけて、第一次世界大戦のイギリス海軍外科医として働くため休学し、1919年に首席で大学を卒業。その後、南部ウェールズの鉱山町トレデガー（Tredegar）で開業する。この時の鉱山業の職業上の健康被害調査は、後の小説、ウェールズを舞台にした『城砦』 (The Citadel) や、ノーサンバーランドを舞台にした『星は地上を見ている』 (The Stars Look Down) に利用されている。
他のポピュラーな作品としては、『帽子屋の城』 (Hatter's Castle) 、『天国の鍵』 (The Keys of the Kingdom) などがある。

## 著作
- 『帽子屋の城』（Hatter's Castle、竹内道之助訳、三笠書房） 1931→1952
- 『三つの愛』（Three Loves、竹内道之助訳、三笠書房） 1932→1962
- 『K病室風景』（Kaleidoscope in "K"、竹内道之助訳、三笠書房） 1933→1966 - 短編
- 『大カナリヤ航路』（Grand Canary、竹内道之助訳、三笠書房）1933→1965
- Country Doctor 1935 - 中編
- 『星は地上を見ている』（The Stars Look Down、中村能三訳、新潮社） 1935→1951
『星の眺める下で』（The Stars Look Down、竹内道之助訳、三笠書房） 1935→1966
- 『城砦』（The Citadel、中村能三訳、新潮社） 1937→1955
『城砦』（The Citadel、竹内道之助訳、三笠書房） 1937→1971
『城砦（上）（下）』(夏川草介訳、日経BP) 2024
- Vigil in the Night 1939 - 連続
- 『実験室』（Jupiter Laughs、竹内道之助訳、三笠書房） 1940→1965 - 戯曲
- 『天国の鍵』（The Keys of the Kingdom、竹内道之助訳、三笠書房） 1941→1955
- 『生と死をみつめて』（Adventures of a Black Bag、竹内道之助訳、三笠書房） 1943→1966、のち改訂 1969
- 『育ち行く年』（The Green Years、中村能三訳、新潮社）1944→1955
『孤独と純潔の歌』（The Green Years、竹内道之助訳、三笠書房） 1944→1964
- 『青春の生きかた』（Shannon's Way、竹内道之助訳、三笠書房） 1948→1956
- 『スペインの庭師』（The Spanish Gardener、竹内道之助訳、三笠書房） 1950→1957
- 『若き日の悩み』（The Valorous Years、竹内道之助訳、三笠書房） 1950→1956
- 『人生の途上にて』（Adventures in Two Worlds、竹内道之助訳、三笠書房） 1952→1955 - 自伝
- 『地の果てまで』（Beyond This Place、竹内道之助訳、三笠書房） 1953→1954
- 『美の十字架』（A Thing of Beauty、竹内道之助訳、三笠書房） 1956→1958
- 『受難の道（人間社会）』（The Northern Light、竹内道之助訳、三笠書房） 1958→1963
- The Innkeeper's Wife 1958 - 短編
- The Cronin Omnibus 1958
- 『愛と死のカルテ』（The Native Doctor、竹内道之助訳、三笠書房） 1959→1967
- 『ユダの樹』（The Judas Tree、竹内道之助訳、三笠書房） 1961→1965
- 『青春以前』（A Song of Sixpence、竹内道之助訳、三笠書房） 1964→1970
- 『続 生と死をみつめて』（Further Adventures of a Black Bag、竹内道之助訳、三笠書房） 1969→1974
- 『スイス高原療養所』（A Pocketful of Rye、竹内道之助訳、三笠書房） 1969→1973
- 『禁断の木の実』（Desmonde または The Minstrel Boy、竹内道之助訳、三笠書房） 1975
- 『愛の花束』（Lady with Carnations、竹内道之助訳、三笠書房） 1976
- 『悪い女』（Gracie Lindsay、竹内道之助訳、三笠書房） 1978
- Doctor Finlay of Tannochbrae 1978

## 映画・テレビ
- 『城砦』（The Citadel、1938）
監督：キング・ヴィダー、出演：ロバート・ドーナット、ロザリンド・ラッセル、レックス・ハリソン
- 『The Stars Look Down』（1939）
監督：キャロル・リード、出演：マイケル・レッドグレイヴ、マーガレット・ロックウッド
- 『病院の一夜』（Vigil in the Night、1940）
監督：ジョージ・スティーヴンス、出演： キャロル・ロンバード、ブライアン・エイハーン
- 『Shining Victory』（1941）
監督：アービング・ラッパー、出演：ジェームズ・スティーブンソン、ジェラルディン・フィッツジェラルド、ベティ・デイヴィス
- 『Hatter's Castle』（1942）
監督：ランス・コンフォート、出演：ロバート・ニュートン、デボラ・カー、ジェームズ・メイソン
- 『王国の鍵』（The Keys of the Kingdom、1944）
監督：ジョン・M・スタール、出演：グレゴリー・ペック、トーマス・ミッチェル、ヴィンセント・プライス、 ローゼ・シュトラドナー、セドリック・ハードウィック、ロディ・マクドウォール
- 『育ちゆく年』（The Green Years、1946）
監督：ヴィクター・サヴィル、出演：チャールズ・コバーン、ヒューム・クローニン、ディーン・ストックウェル、ジェシカ・タンディ
- 『The Spanish Gardener』（1957）
監督：フィリップ・リーコック、出演：ダーク・ボガード、ジョン・ホワイトリー、マイケル・ホーダーン
- 『Web of Evidence』（1959）
監督：ジャック・カーディフ、出演：ヴァン・ジョンソン、ヴェラ・マイルズ、バーナード・リー。原作は『地の果てまで』。

### 日本で製作された作品
- 『わが青春のとき』（日本テレビ、1970） 連続テレビドラマ　- 原作は「青春の生き方」
- 『炎のカルテ』（日本テレビ、1976） 連続テレビドラマ - 原作は『城砦』
- 『愛の嵐』（日本テレビ、1977） - 原作は『スイス高原療養所』
- 『白衣の姉妹』（TBS、1978） 連続テレビドラマ - 原作は『純愛記』
- 『遠い明日』（東宝、1979）映画、- 原作は『地の果てまで』
監督：神代辰巳、出演：三浦友和、いしだあゆみ